# Arlene Julé
Arlene G. Julé  (née le 18 mars 1946) est une femme politique provinciale canadienne de la Saskatchewan. Elle représente la circonscription d'Humboldt à titre de députée d'abord du Parti libéral et ensuite du Parti saskatchewanais de 1995 à 2003.

## Biographie
Née à Saskatoon, Julé étudie à Bruno. Avant son entrée en politique, elle travaille comme assistante enseignante pour les enfants avec des besoins particuliers ainsi que sur la ferme familiale.
Tentant une entrée en politique en 1991 dans Humboldt, elle est défaite par le député sortant Eric Upshall. Élue dans cette circonscription en 1995, elle quitte le Parti libéral pour siéger en tant que députée du nouveau Parti saskatchewanais en 1997. Réélue en 1999, elle ne se représente pas 2003.
Choisie candidate du Parti saskatchewanais par acclamation en vue des élections de 2007 dans Saskatoon Nutana, elle se désiste pour devenir chargée de projet pour un projet de développement communautaire d'une communauté rurale du Ghana.